# Audience u císaře Karla I.
Audience u císaře Karla I. je společenská akce navazující na historický a morální odkaz posledního českého krále a rakousko-uherského panovníka Karla I. Tato akce se koná každoročně od roku 2002 vždy poslední víkend v dubnu či první víkend v květnu na zámku v Brandýse nad Labem.

## Průběh audience

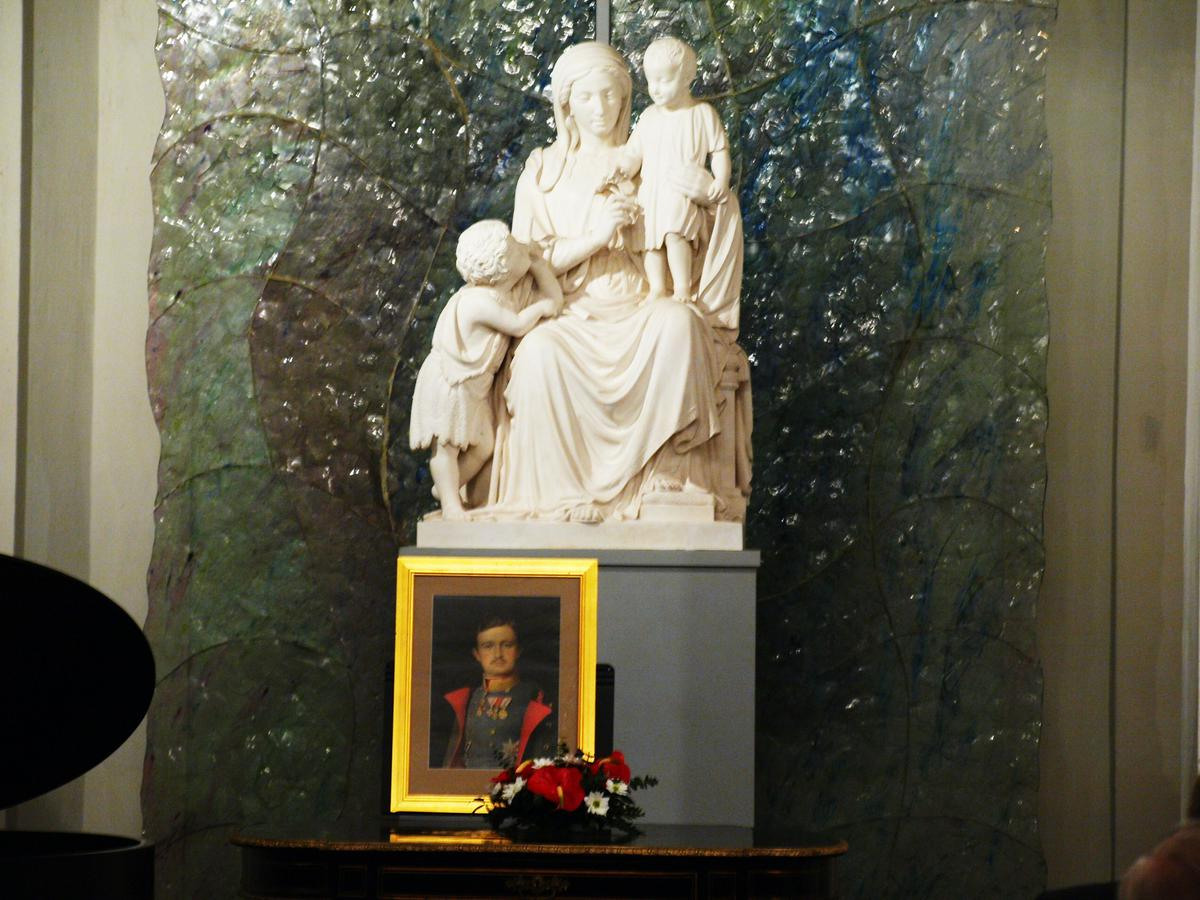
Audience u blahoslaveného císaře Karla

Akce se koná pravidelně poslední víkend v dubnu či první víkend v květnu. Účastní se jí zástupci domácí i zahraniční veřejnosti, milovníci historie stejně jako historikové profesionální, armádní činitelé i politici.
- první Audience u císaře Karla se konala 1. dubna 2002 v den 80. výročí smrti císaře Karla I.[1]
- V roce 2009 byly v rámci Audience na vnějším nádvoří zámku instalovány sochy Přemysla Otakara I. a Josefa Václava Radeckého z Radče, původně umístěné na budově brandýské radnice.[1]
- V roce 2010 byla slavnost věnována 700. výročí sňatku Jana Lucemburského s Eliškou Přemyslovnou. Mezi tehdejšími hosty byli mimo jiné například velvyslanec Lucemburského velkovévodství, přednášel historik Jiří Rak a další.

- V roce 2013 se setkání konalo ve dnech 26.–27. dubna a audience byla věnována připomínce 200. výročí brandýského setkání tří císařů: Františka I., cara Alexandra I. a pruského krále Fridricha Viléma III. V tomto roce se audience zúčastnil také Karel, syn posledního následníka českého trůnu Oty Habsburského a současná hlava habsbursko-lotrinského rodu, s dcerami Glorií a Eleonorou.
- V roce 2020 byla Audience z důvodu pandemie koronaviru zrušena.